# Thomas Boston
Thomas Boston (Duns, 17 maart 1676 – Ettrick (nabij Selkirk), 20 mei 1732) was een theoloog en Schots predikant. Mede door zijn geschriften heeft hij veel invloed gehad in Schotland maar ook daarbuiten, met name in Nederland en de Verenigde Staten. Aangezien Boston een van de weinige puriteinen is geweest die een autobiografie heeft nagelaten, is over Bostons leven redelijk veel bekend.

## Jeugd
Thomas Boston werd geboren als zoon van John Boston en Alison Trotter, beiden lid van de presbyteriaanse kerk. Volgens zijn autobiografie las hij de Bijbel reeds zelfstandig op zijn zevende levensjaar, maar leefde hij tot 1687 onbekeerd, of zoals hij zelf heeft genoteerd: zonder God in de wereld, onbekommerd over de staat van mijn ziel. Onder de prediking van ds. Henry Erskine kwam hij, naar eigen zeggen, op 12-jarige leeftijd tot eerste bekering. Verder beschrijft hij een ervaring uit zijn schooltijd, waarbij hij uit school over een kerkhof liep, en hij in een pasgeopend graf een open doodskist zag, waarin een zwartachtig lichaam lag, waardoor Boston tot op late leeftijd wist wat voor walgelijks zijn lichaam worden moest voordat het tot stof zou worden ontbonden. Toen Boston 14 jaar oud was, overleed zijn moeder.

## Studie theologie
Nadat bleek dat in eerste aanleg te weinig geld was voor een vervolgstudie, ging Boston aan het werk als klerk bij een notaris, Mr. Alexander Cockburn. Omdat Cockburn achterstallig was met het betalen van salaris, stal Boston een boek (David Dicksons A brief exposition of the euangel of Jesus Christ, according to Matthew). Hiervan kreeg hij echter zo'n gewetensnood, dat hij het boek heimelijk teruglegde. De loonkosten zijn echter volgens Boston zelf door Cockburn nooit betaald. Nadien is Boston alsnog naar de Universiteit van Edinburgh gegaan om theologie te studeren. Op 15 juni 1697 ontving hij zijn preekbevoegdheid.

## Kennismaking met Katharine Brown
Katharine Brown en Thomas Boston zagen elkaar de eerste maal op 3 maart 1697, nadat Boston intrek had genomen bij een oom van Katharine, Thomas Brown. Boston had last van flauwtes en beknelling van de borst. Op advies van Katharine Brown gebruikte hij (citaat) gekookte en in linnen zakken op mijn maag gelegde alsem, waardoor hij minder last kreeg van flauwtes. Ook adviseerde Katharine hem om Lucatellus' balsem te gebruiken tegen beknelling op zijn borst. Boston was zeer ingenomen door haar vroomheid, talenten, schoonheid en opgewekte aard. Hij getuigt ervan als hij schrijft Steeds wanneer ik haar zag, werd mijn hart getroffen door de gedachte aan haar als mijn vrouw. [...] Op 23 mei 1698 had zij de gelegenheid om naar de plaats te komen waar ik mij bevond. Steeds wanneer ik hoorde dat zij komen zou, voelde ik een hevig verlangen haar weer te zien. Ik probeerde dat een poosje te bedwingen, ging daarna op weg en bezocht haar. Dit was de tweede keer. Deze keer maakten we kennis met elkaar.

## Huwelijksaanzoek
De week na het avondmaal in Culross (21 augustus 1698) zette de kennismaking zich voort in een rechtstreeks huwelijksaanzoek van Boston aan Katharine Brown op 24 augustus 1698. Boston vertelt over die gebeurtenis het volgende: Ook al koos ik een zeer achtenswaardige vrouw, later moest ik voor God toch mijn zonde belijden vanwege het feit dat ik niet meer moeite had gedaan om Zijn gedachten over die zaak te leren kennen voordat ik dat aanzoek had gedaan. En hoewel ik haar die zomer vaak voor het aangezicht des HEEREN neerlegde en er over nadacht, kan ik mijzelf toch nooit vergeven -ook al hoop ik dat mijn God mij vergeven heeft- dat ik, voordat ik het aanzoek deed, met dat doel me niet enige tijd of tijden voor vasten en gebed afzonderde Katharine bewilligde in zijn aanzoek, maar schreef op 29 september 1698 erdoor gekweld te worden dat het huwelijksaanzoek te weinig overwogen was geweest. Het leidde echter niet tot een andere beslissing van haar zijde.
Op 26 april 1699 deelt Boston mee: Omstreeks deze tijd stond ik op het punt die streek te verlaten. Nadat ik met haar buiten in een tuin geweest was en haar daarna in huis had gebracht, ging ik naar die plek terug. Die bevond zich in Barhill in de boomgaard. Ik voerde daar in gebed in een hongerende, zoete gestalte, een zoet poosje een gesprek met God. Mijn ziel werd bevredigd in de HEERE. Ik ontmoette God op die plek, mag ik zeggen, en Hij sprak er met mij. In deze periode waren we ongeveer drie of vier dagen samen. De uitkomst van alles was dat ik er vaak toe werd gebracht God te loven, dat ik ooit met haar in kennis werd gesteld. Uit verschillende dingen maakte ik deze en andere keren op, dat zij in deze zaak als een christin en als onder invloed van licht van de HEERE had gehandeld.

## Aanstelling als predikant te Simprin
Boston bleef twee jaar proponent, voordat hij werd aangesteld als predikant. Morrison wijt dat aan het feit dat Boston niet de vrijmoedigheid had om druk uit te oefenen op de landheren, die in die tijd oppermachtig waren. Dat blijkt ook uit de terughoudendheid, waarmee Boston zelf die toenadering (of beter: het gebrek daaraan) in zijn memoires vorm geeft. Verschillende malen werd de hoop op een beroeping de bodem ingeslagen (in Foulden, Dollar en Clackmannan) en werd hij daarin ernstig teleurgesteld, totdat hij op 21 september 1699 in de gemeente van Simprin werd aangesteld. Het betrof een gemeente van 90 zielen waar hij moest leven van een klein traktement, maar het werd een gemeente waarvan hij ging houden en die hij met regelmaat mijn handjevol noemde. De ruïne en het kerkhof van de kerk in Simprin bestaan nog steeds.

## Huwelijksdag
Op 17 juli 1700 werd het huwelijk tussen Katharine Brown en Thomas Boston in Culross door ds. Mair bevestigd.

## Aanstelling als predikant te Ettrick
Op 1 maart 1707 werd Boston overgeplaatst naar de gemeente Ettrick, een weidse gemeente waar Boston, zeker in het begin van zijn ambtstermijn daar, zich zeer eenzaam en niet-ondersteund heeft gevoeld. Het was een verdeelde gemeente met trots, zelfverzekerdheid en vol eigendunk. Bovendien vond hier een moeilijke kwestie plaats, toen Boston in zowel de eerste (1712) als de tweede instantie (1719) weigerde om de Eed van afzwering af te leggen, die door het Britse parlement was besloten. De gevolgen hiervan waren groot: het niet opvolgen van deze wet kon leiden tot een boete van 500 pond sterling; meer dan Boston ooit aan traktement zou kunnen krijgen. De boete is overigens nooit opgelegd. Ook werd Boston betrokken in de zaak John Simson, die in zijn tijd grote belangstelling had.  

## Huwelijksleven
Het leven verliep uitzonderlijk moeilijk. Thomas Boston had een zwakke lichamelijke gezondheid, net als Katharine Boston-Brown die zelf ook had. Katharine leek menigmaal op sterven te liggen, zodanig dat haar man enkele malen verwachtte van de preekstoel te worden geroepen om zijn vrouw de laatste adem uit te zien blazen. Zij was vaak aan haar bed gekluisterd. Los van haar lichamelijk zeer zwakke gezondheid was ze ook (ten minste drie jaren) in grote psychische nood. Van de tien kinderen die zij samen kregen, werden er tijdens het leven van Thomas en Katharine zes begraven in hun beide woonplaatsen Simprin (1700 - 1707) en Ettrick (1707-??). Katharine overleefde haar man die op 20 maart 1732 te Ettrick overleed met enkele jaren.

## Overlijden van Thomas Boston
Op 24 oktober 1730 beëindigt Boston zijn Memoires met de woorden: (…). En zo heb ik enig verslag gedaan van de dagen van mijn ijdelheid, terwijl ik deze 24e oktober 1730 54 jaar, 7 maanden en 1 week oud ben. Over het geheel genomen loof ik mijn God in Jezus Christus ervoor dat Hij mij ooit een christen gemaakt heeft en al vroeg met mijn ziel is gaan handelen; dat Hij mij ooit een dienaar van het Evangelie gemaakt heeft en mij enig inzicht in de leer van Zijn genade gegeven heeft; en dat Hij mij ooit de gezegende Bijbel gegeven heeft en mij bekendgemaakt heeft met de grondteksten en in het bijzonder met de Hebreeuwse tekst. De wereld is mij voortdurend een stiefmoeder geweest en overal waar ik probeerde mij daarin te nestelen, was er wel een doorn van ongemak voor mij neergelegd. De mens wordt wenend geboren, leeft klagend en sterft teleurgesteld in dat verblijf. “Alles is ijdelheid en kwelling des geestes - Op Uw zaligheid wacht ik, HEERE.” T. Boston.
Op 20 mei 1732 stierf Thomas Boston, zesenvijftig jaar oud. Hij werd begraven op het kerkhof van de parochiekerk van Ettrick, waar zijn graf nog steeds is.

## Overlijden van Katharine Boston-Brown
Over Katharine's leven na het verscheiden van Boston is weinig bekend. Ze overleed op 4 maart 1737. Het ligt voor de hand dat zij is begraven bij haar man op het kerkhof in Ettrick.

## Boeken
Boston heeft vele boeken nagelaten, die ook heden ten dage nog worden gelezen. Een religieuze klassieker is De viervoudige staat. Verder schreef hij onder andere nog over de bekering en over het verbond der genade. Een kleine selectie:
- Berouw, de weg terug naar God. ISBN 9789033607257.
- De kunst van mensen vangen. ISBN 9789033121999.
- De viervoudige staat (oorspronkelijke titel: Human Nature in its fourfold state). ISBN 9789033122590.
- Geroepen tot de goede strijd. ISBN 9789033122781.
- Het kromme in het levenslot (oorspronkelijke titel: The Crook in the Lot). ISBN 9789033122576.
- Het leven is mij Christus (oorspronkelijke titel: Memoires of the life, time and writings of the reverend and learned Thomas Boston AM. With introduction and notes by G.H. Morrison MA). ISBN 9789088650079
- Men noemt Zijn naam. Preken over de naam van Christus. ISBN 9789088651182
- Neem het kruis op en volg mij. ISBN 9789088652004

## Bijnaam
- Binnen de bevindelijk gereformeerde kerken in Nederland staat Thomas Boston bekend als zogenaamde Oudvader.

- Bibliothèque nationale de France: cb12142543k (data)
- Gemeinsame Normdatei: 119019337
- International Standard Name Identifier: 0000 0003 6920 2180
- Library of Congress Control Number: n84024113
- Nationale Bibliotheek van Israël: 987007498588805171
- Nederlandse Thesaurus van Auteursnamen: 074021834
- SNAC: w6nw06vc
- Système universitaire de documentation: 067036759
- Trove: 1241179
- Virtual International Authority File: 284285083
- WorldCat: E39PBJrGyrDY3XDvMkPth9HBfq